# 한주환
한주환(韓周煥, 1904년 ~ 1963년)은 대금 산조의 명인이다. 전라남도 화순에서 출생하였다. 박종기의 대금 산조 가락에 자신의 개성이 담긴 새롭고 독특한 가락을 얹어 한주환류 대금 산조를 만들었다. 한주환은 한숙구에게 대금 풍류(관악합주 또는 관현합주)와 시나위를 배웠고, 이후 1930년대 후반 광주에서 박종기에세 대금을 배워 크게 성공했다. 고향의 풍류방에서 한수동, 정남옥과 같은 유명한 음악인들과 함께 활동했고, 한때 임춘앵창극단에서 공연을 하기도 했다. 제자로는 서용석, 이생강이 있다.